# Zelienka
Zelienka je národní přírodní rezervace v katastrálních územích obcí Lakšárska Nová Ves a Šaštín-Stráže v okrese Senica v Trnavském kraji na Slovensku. Území bylo vyhlášeno v roce 1980 a jeho rozloha je 141,68 hektaru. Předmětem ochrany jsou biotopy panonských dubohabřin, vlhkomilných březových acidofilních doubrav, rašelinných březových lesíků, přirozených dystrofních stojatých vod a přechodných rašelinišť.